# Campionato nordamericano femminile under 20 di pallavolo 2018
Il campionato nordamericano femminile under 20 di pallavolo 2018 si è svolto dal 18 al 23 giugno 2018 ad Aguascalientes, in Messico: al torneo hanno partecipato otto squadre nazionali nordamericane Under-20 e la vittoria finale è andata per la settima volta agli Stati Uniti.

## Impianti
|                                                                    |  |  |
|                                                                    |  |  |
| Poliforum Morelos Città: Aguascalientes Capienza: Anno d'apertura: |  |  |

## Regolamento

### Formula
Le squadre hanno disputato una prima fase a gironi con formula del girone all'italiana; al termine della prima fase:
- Le prime tre classificate di ogni girone hanno acceduto alla fase finale per il primo posto, strutturata in quarti di finale, a cui hanno partecipato solo le seconde e le terze classificate, semifinali, finale per il terzo posto e finale.
- L'ultima classificata di ogni girone e le due eliminate ai quarti di finale della fase finale per il primo posto hanno acceduto alla fase finale per il quinto posto, strutturata in semifinali, finale per il settimo posto e finale per il quinto posto.

### Criteri di classifica
Se il risultato finale è stato di 3-0 sono stati assegnati 5 punti alla squadra vincente e 0 a quella sconfitta, se il risultato finale è stato di 3-1 sono stati assegnati 4 punti alla squadra vincente e 1 a quella sconfitta, se il risultato finale è stato di 3-2 sono stati assegnati 3 punti alla squadra vincente e 2 a quella sconfitta.
L'ordine del posizionamento in classifica è stato definito in base a:
- Numero di partite vinte;
- Punti;
- Ratio dei set vinti/persi;
- Ratio dei punti realizzati/subiti;
- Risultati degli scontri diretti.

## Squadre partecipanti
| Squadra         | Qualificazione      | Ultima partecipazione |
| --------------- | ------------------- | --------------------- |
| Costa Rica      | -                   | Stati Uniti 2016      |
| Cuba            | -                   | Stati Uniti 2016      |
| Guatemala       | -                   | Guatemala 2014        |
| Honduras        | -                   | ?                     |
| Messico         | Paese organizzatore | Stati Uniti 2016      |
| Porto Rico      | -                   | Stati Uniti 2016      |
| Rep. Dominicana | -                   | Stati Uniti 2016      |
| Stati Uniti     | -                   | Stati Uniti 2016      |

## Torneo

### Fase a gironi
| Girone A    | Girone B        |
| ----------- | --------------- |
| Cuba        | Costa Rica      |
| Guatemala   | Honduras        |
| Porto Rico  | Messico         |
| Stati Uniti | Rep. Dominicana |

#### Girone A

##### Risultati
| 18 giugno 2018 Poliforum Morelos, Aguascalientes Durata: 1h:16 - Spettatori: 200 | Guatemala   | 0 - 3 | Cuba        | 20-25, 14-25, 12-25               |
| 18 giugno 2018 Poliforum Morelos, Aguascalientes Durata: 1h:06 - Spettatori: 350 | Porto Rico  | 0 - 3 | Stati Uniti | 13-25, 9-25, 19-25                |
| 19 giugno 2018 Poliforum Morelos, Aguascalientes Durata: 2h:41 - Spettatori: 300 | Guatemala   | 1 - 3 | Porto Rico  | 16-25, 9-25, 26-24, 17-25         |
| 19 giugno 2018 Poliforum Morelos, Aguascalientes Durata: 2h:22 - Spettatori: 800 | Cuba        | 2 - 3 | Stati Uniti | 25-20, 18-25, 19-25, 25-22, 11-15 |
| 20 giugno 2018 Poliforum Morelos, Aguascalientes Durata: 1h:00 - Spettatori: 200 | Stati Uniti | 3 - 0 | Guatemala   | 25-13, 25-11, 25-7                |
| 20 giugno 2018 Poliforum Morelos, Aguascalientes Durata: 2h:26 - Spettatori: 500 | Porto Rico  | 1 - 3 | Cuba        | 20-25, 24-26, 25-20, 12-25        |

##### Classifica
| Pos | Squadra     | Pt | G | V | P | SV | SP | Ratio | PF  | PS  | Ratio |
| --- | ----------- | -- | - | - | - | -- | -- | ----- | --- | --- | ----- |
| 1   | Stati Uniti | 13 | 3 | 3 | 0 | 9  | 2  | 4,500 | 257 | 170 | 1,511 |
| 2   | Cuba        | 11 | 3 | 2 | 1 | 8  | 4  | 2,000 | 269 | 234 | 1,149 |
| 3   | Porto Rico  | 5  | 3 | 1 | 2 | 4  | 7  | 0,571 | 221 | 239 | 0,924 |
| 4   | Guatemala   | 1  | 3 | 0 | 3 | 1  | 9  | 0,111 | 145 | 249 | 0,582 |

#### Girone B

##### Risultati
| 18 giugno 2018 Poliforum Morelos, Aguascalientes Durata: 1h:05 - Spettatori: 100   | Costa Rica      | 0 - 3 | Rep. Dominicana | 13-25, 17-25, 18-25        |
| 18 giugno 2018 Poliforum Morelos, Aguascalientes Durata: 1h:05 - Spettatori: 500   | Messico         | 3 - 0 | Honduras        | 25-7, 25-19, 25-9          |
| 19 giugno 2018 Poliforum Morelos, Aguascalientes Durata: 1h:17 - Spettatori: 200   | Rep. Dominicana | 3 - 0 | Honduras        | 25-16, 25-12, 25-14        |
| 19 giugno 2018 Poliforum Morelos, Aguascalientes Durata: 1h:10 - Spettatori: 300   | Messico         | 3 - 0 | Costa Rica      | 25-19, 25-9, 25-12         |
| 20 giugno 2018 Poliforum Morelos, Aguascalientes Durata: 1h:19 - Spettatori: 100   | Honduras        | 0 - 3 | Costa Rica      | 22-25, 16-25, 22-25        |
| 20 giugno 2018 Poliforum Morelos, Aguascalientes Durata: 1h:49 - Spettatori: 1 000 | Messico         | 1 - 3 | Rep. Dominicana | 24-26, 25-19, 22-25, 20-25 |

##### Classifica
| Pos | Squadra         | Pt | G | V | P | SV | SP | Ratio | PF  | PS  | Ratio |
| --- | --------------- | -- | - | - | - | -- | -- | ----- | --- | --- | ----- |
| 1   | Rep. Dominicana | 14 | 3 | 3 | 0 | 9  | 1  | 9,000 | 245 | 181 | 1,353 |
| 2   | Messico         | 11 | 3 | 2 | 1 | 7  | 3  | 2,333 | 241 | 170 | 1,417 |
| 3   | Costa Rica      | 5  | 3 | 1 | 2 | 3  | 6  | 0,500 | 163 | 210 | 0,776 |
| 4   | Honduras        | 0  | 3 | 0 | 3 | 0  | 9  | 0,000 | 137 | 225 | 0,608 |

### Fase finale

#### Finale 1º e 3º posto
|  | Quarti di finale | Quarti di finale | Quarti di finale |  |  | Semifinali | Semifinali      | Semifinali |  |  | Finale          | Finale          | Finale          |
|  |                  |                  |                  |  |  |            |                 |            |  |  |                 |                 |                 |
|  |                  |                  |                  |  |  | 1A         | Stati Uniti     | 3          |  |  |                 |                 |                 |
|  | 2B               | Messico          | 3                |  |  | 2B         | Messico         | 1          |  |  |                 |                 |                 |
|  | 3A               | Porto Rico       | 0                |  |  |            |                 |            |  |  | 1A              | Stati Uniti     | 3               |
|  |                  |                  |                  |  |  |            |                 |            |  |  | 1B              | Rep. Dominicana | 0               |
|  |                  |                  |                  |  |  | 1B         | Rep. Dominicana | 3          |  |  |                 |                 |                 |
|  | 2A               | Cuba             | 3                |  |  | 2A         | Cuba            | 0          |  |  | Finale 3° posto | Finale 3° posto | Finale 3° posto |
|  | 3B               | Costa Rica       | 0                |  |  |            |                 |            |  |  | 2B              | Messico         | 3               |
|  |                  |                  |                  |  |  |            |                 |            |  |  | 2A              | Cuba            | 1               |

#### Quarti di finale
| 21 giugno 2018 Poliforum Morelos, Aguascalientes Durata: 1h:16 - Spettatori: 300 | Cuba    | 3 - 0 | Costa Rica | 25-22, 25-20, 25-21 |
| 21 giugno 2018 Poliforum Morelos, Aguascalientes Durata: 1h:26 - Spettatori: 800 | Messico | 3 - 0 | Porto Rico | 25-16, 25-21, 25-21 |

#### Semifinali
| 22 giugno 2018 Poliforum Morelos, Aguascalientes Durata: 1h:18 - Spettatori: 500   | Rep. Dominicana | 3 - 0 | Cuba    | 25-17, 25-17, 25-21       |
| 22 giugno 2018 Poliforum Morelos, Aguascalientes Durata: 1h:51 - Spettatori: 1 500 | Stati Uniti     | 3 - 1 | Messico | 25-20, 27-25, 25-27, 25-9 |

#### Finale 3º posto
| 23 giugno 2018 Poliforum Morelos, Aguascalientes Durata: 1h:54 - Spettatori: 1 500 | Messico | 3 - 1 | Cuba | 25-13, 20-25, 27-25, 25-23 |

#### Finale
| 23 giugno 2018 Poliforum Morelos, Aguascalientes Durata: 1h:15 - Spettatori: 2 000 | Stati Uniti | 3 - 0 | Rep. Dominicana | 25-20, 25-11, 25-20 |

#### Finale 5º e 7º posto
|  | Semifinali | Semifinali | Semifinali |            |            | Finale 5º/6º posto | Finale 5º/6º posto | Finale 5º/6º posto |  |
|  |            |            |            |            |            |                    |                    |                    |  |
|  | Guatemala  | Guatemala  | 0          |            |            |                    |                    |                    |  |
|  | Guatemala  | Guatemala  | 0          |            |            |                    |                    |                    |  |
|  | Costa Rica | Costa Rica | 3          |            |            |                    |                    |                    |  |
|  | Costa Rica | Costa Rica | 3          |            | Costa Rica | Costa Rica         | 0                  |                    |  |
|  |            |            |            |            | Costa Rica | Costa Rica         | 0                  |                    |  |
|  |            |            | Porto Rico | Porto Rico | 3          |                    |                    |                    |  |
|  | Honduras   | Honduras   | Porto Rico | Porto Rico | 3          | 1                  |                    |                    |  |
|  | Honduras   | Honduras   |            |            |            | 1                  |                    |                    |  |
|  | Porto Rico | Porto Rico | 3          |            |            | Finale 7º/8º posto | Finale 7º/8º posto | Finale 7º/8º posto |  |
|  | Porto Rico | Porto Rico | 3          |            |            |                    |                    |                    |  |
|  |            |            |            |            |            |                    |                    |                    |  |
|  |            |            |            |            |            | Guatemala          | Guatemala          | 0                  |  |
|  |            |            |            |            |            | Guatemala          | Guatemala          | 0                  |  |
|  |            |            |            |            |            | Honduras           | Honduras           | 3                  |  |

##### Semifinali
| 22 giugno 2018 Poliforum Morelos, Aguascalientes Durata: 1h:07 - Spettatori: 100 | Guatemala | 0 - 3 | Costa Rica | 13-25, 13-25, 6-25         |
| 22 giugno 2018 Poliforum Morelos, Aguascalientes Durata: 1h:37 - Spettatori: 200 | Honduras  | 1 - 3 | Porto Rico | 16-25, 18-25, 25-16, 13-25 |

##### Finale 7º posto
| 23 giugno 2018 Poliforum Morelos, Aguascalientes Durata: 1h:12 - Spettatori: 100 | Guatemala | 0 - 3 | Honduras | 15-25, 12-25, 24-26 |

##### Finale 5º posto
| 23 giugno 2018 Poliforum Morelos, Aguascalientes Durata: 0h:59 - Spettatori: 300 | Costa Rica | 0 - 3 | Porto Rico | 9-25, 11-25, 13-25 |

## Classifica finale
| Pos     | Squadra         | Rosa |
| ------- | --------------- | --- |
| Oro     | Stati Uniti     | Formazione: 2 Tuaniga, 3 Nuneviller, 5 Allison, 9 Kubik, 10 Owokoniran, 11 Anwusi, 12 Baird, 13 Cox, 14 Eggleston, 15 Fields, 16 Horin, 17 Phillips, CT: Cook               |
| Argento | Rep. Dominicana | Formazione: 1 Féliz, 3 Lalane, 5 Y. Rodríguez, 6 Yosil, 7 de la Rosa, 8 Martínez, 10 R. Rodríguez, 11 González, 12 Guillén, 14 Jiménez, 17 Heredia, 20 Asencio, CT: Pacheco |
| Bronzo  | Messico         | Formazione: 1 Guereca, 2 Salinas, 3 Castro, 4 Nava, 5 López, 6 Maldonado, 7 Bautista, 9 Vela, 10 Siller, 12 Landeros, 13 Valenzuela, 14 Parra, CT: León                     |
| 4       | Cuba            | Template:Cuba femminile under 20 pallavolo nordamericano 2018 |
| 5       | Porto Rico      | Template:Porto Rico femminile under 20 pallavolo nordamericano 2018 |
| 6       | Costa Rica      | Template:Costa Rica femminile under 20 pallavolo nordamericano 2018 |
| 7       | Honduras        | Template:Honduras femminile under 20 pallavolo nordamericano 2018 |
| 8       | Guatemala       | Template:Guatemala femminile under 20 pallavolo nordamericano 2018 |

|  | Qualificate al campionato mondiale 2019 |

## Premi individuali
| Premio                 | Nome               | Squadra         |
| ---------------------- | ------------------ | --------------- |
| MVP                    | Logan Eggleston    | Stati Uniti     |
| Miglior realizzatrice  | Uxue Guereca       | Messico         |
| Miglior servizio       | Logan Eggleston    | Stati Uniti     |
| Miglior difesa         | Joseline Landeros  | Messico         |
| Miglior ricevitrice    | Joseline Landeros  | Messico         |
| Miglior palleggiatrice | Camila de la Rosa  | Rep. Dominicana |
| Miglior opposto        | Uxue Guereca       | Messico         |
| Miglior schiacciatrice | Ailama Cesé        | Cuba            |
| Miglior schiacciatrice | Natalia Martínez   | Rep. Dominicana |
| Miglior centrale       | Geraldine González | Rep. Dominicana |
| Miglior centrale       | Jaylibeth García   | Porto Rico      |
| Miglior libero         | Joseline Landeros  | Messico         |